# Treron psittaceus
Il piccione verde di Timor (Treron psittaceus Temminck, 1808) è un uccello della famiglia dei Columbidi diffuso nelle Piccole Isole della Sonda.